# Alpeis
Alpeis (em grego: Άλπεις; no Brasil, Alpes) é um filme de drama grego de 2011 dirigido e escrito por Yorgos Lanthimos e Efthymis Filippou. Estreou no Festival de Cinema de Veneza em 3 de setembro de 2011.

## Elenco
- Aris Servetalis - paramédico
- Angeliki Papoulia - enfermeira
- Ariane Labed - ginasta
- Efthymis Filippou - treinador